# L'ombelico del mondo
L'ombelico del mondo è un singolo del cantautore italiano Jovanotti, pubblicato il 4 aprile 1995 come primo estratto dalla seconda raccolta Lorenzo 1990-1995.

## Descrizione
Scritto con Michele Centonze, Saturnino Celani e Pier Foschi, il brano è tra i più noti dell'artista. Grazie a esso, Jovanotti partecipò agli MTV Europe Music Awards. Il singolo è arrivato in decima posizione in Islanda.
La canzone ha il giro di basso, il violino elettrico e la sezione fiati, oltre che la chitarra, la batteria ed il tamburello. Dopo la terza strofa, a metà del ritornello si sente il cinguettio di un uccellino, seguito dal gracidio di una ranocchia: infine dopo la quarta strofa e prima del ritornello, si sente il miagolio di un gatto.

## Video musicale
Le riprese del video furono fatte nella Sala dei Giganti di Palazzo Te a Mantova.

## Classifiche

### Classifiche settimanali
| Classifica (1995-1996) | Posizione massima |
| ---------------------- | ----------------- |
| Austria                | 23                |
| Islanda                | 10                |
| Italia                 | 14                |
| Paesi Bassi            | 17                |

### Classifiche di fine anno
| Classifica (1995) | Posizione |
| ----------------- | --------- |
| Italia            | 52        |